# Trommelvuur

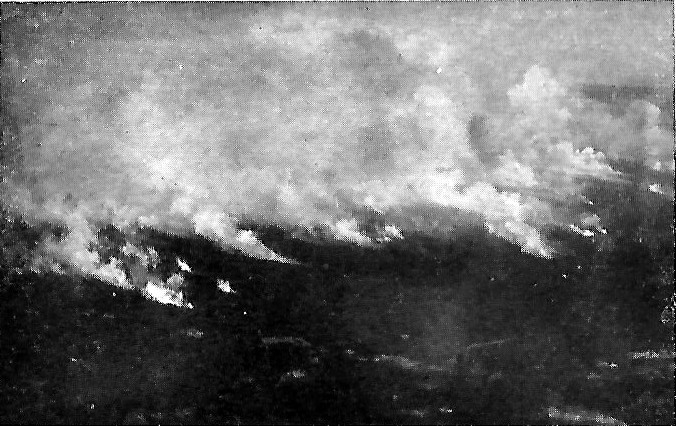
Duits trommelvuur aan de Chemin des Dames (31 juli 1917)

Trommelvuur is een systematische beschieting van grote hoeveelheden artillerie op een kleine frontsector. Het afvuren van de granaten gaat zo snel dat er een onafgebroken roffel ontstaat als op een trommel.
Bij de Slag om Verdun in 1916 hadden de Duitsers 1250 stukken geschut van diverse kalibers van 77 mm t/m de 12 stukken 420 mm Dikke Bertha's op een gebied van ongeveer 10 km². Nog niet eerder werd met zoveel stukken geschut dood en verderf gezaaid in een enkel gebied.
Toen de Duitsers op 21 februari 1916 de aanval op Verdun inzetten, verschoten zij in minder dan een dag meer dan een miljoen granaten. De trillingen veroorzaakten in Parijs, Saarbrücken en tot in de Nederlandse Peel een zoemend geluid dat pijn deed aan de oren. Het trommelvuur veranderde bossen in landschappen waar niets meer groeide. Heuveltoppen zoals de Mort-Homme en Cote 304 werden door de beschietingen 17 meter verlaagd. De beschoten soldaten deden alles om te vluchten, vaak ten koste van hun leven. Het drie uur durend trommelvuur maakte soldaten krankzinnig van angst, dit leidde op grote schaal tot de niet eerder als zodanig herkende shellshock.
Trommelvuur zou tijdens de Slag om Verdun en later dat jaar bij de Slag aan de Somme nutteloos blijken. De langdurige bombardementen bedierven het verrassingseffect van de aanval doordat verdedigers maatregelen konden nemen om de aanval op te vangen, bijvoorbeeld door een nieuwe verdedigingslinie met versterkingen vlak achter de stukgebombardeerde oude in te richten. Er werden nieuwe tactieken ontwikkeld, zoals gordijnvuur waarachter de infanterie optrok.